# Cinturón Dorado de Guerrero
Guerrero Gold Belt  es una región  en México con mineralización de oro en el Estado del sur de Guerrero aquello extiende encima 35 kilómetros al norte de Acapulco.  Localizado en una área que consta de varios multimillion depósitos de oro de la onza relacionaron a Fe-Au skarns, el área es sabida para sus operaciones mineras pequeñas históricas datando atrás a 1924.

## Compañías con intereses en el área

### Actual
- Minaurum Inc. de oro[2]
- Inc. de Recursos del Cayden[3]
- Inc. de Recursos de la cita[4]
- Newstrike Capital[5][6]
- Oroco Recurso Corp.[7]
- Torex Inc. de Recursos del oro (anteriormente Gleichen Recursos Ltd)[8]

### Pasado
- Aurea Inc. minero[9]
- Goldcorp Inc.[10]
- Industrias Peñoles
- Miranda Empresa Minera (anteriormente Minera Nukay)[11]
- Newmont Empresa minera[12]
- Teck Recursos (anteriormente Teck-Cominco Limitados)[13]